# Aodh Ruadh mac Niall Ghairbh Ó Domhnaill
Pour les articles homonymes, voir Hugh Roe O'Donnell.
Aodh Ruadh mac Néill Gairbh Ó Domhnaill (anglais: Hugh Roe O'Donnell ) né en 1427 mort le 11 juillet 1505 est un seigneur gaélique, 18e O'Donnell ou Ua Domhnaill du  clan, et roi de  Tyrconnell en Irlande de 1461 à sa mort.

## Biographie
Aodh Ruadh mac Néill Gairbh Ó Domhnaill est le 3e fils de Niall Gharbh mac Toirdhealbhaigh Ó Domhnaill. Il accède à la chefferie du Clan en 1461après la déposition de son cousin Toirdhealbhach Cairbreach mac Neachtain Ó Domhnaill,
En 1464 il se rend à  Dublin et se soumet aux autorités royales anglaises représentées par Thomas FizGerald 7e comte de Desmond et Lord Deputy d'Irlande, 
En 1469 allié avec Ricard Ó Cuairsge Bourke, ils attaquent Clanricard et incendient la ville de Clare-galway. Les deux alliés se partagent ensuite Sligo en soutenant chacun un Ó Connor. Sligo change de mains en 1470-1471 avant qu'en 1476 ils décident de diviser le domaine des Ó Connor Sligo entre eux. L'abdication de Ricard et les troubles qui s'ensuivent laissent ensuite le champ libre à Ó Domnhaill
Aodh Ruadh demeure partisan déterminé de la cause de la Maison d'York et soutient les prétentions au trône de Perkin Warbeck contre les  Tudors. En 1496 il désavoue ses actions avec les autres chefs gaéliques qui avaient soutenu Warbeck. Il doit néanmoins abdiquer le 26 mai 1497 en faveur de son fils aîné Conn mac Aodha Ruaidh Ó Domhnaill mais il est réintégré dans son titre après la mort de ce dernier le 19 octobre 1497
Il meurt en 1505 dans sa 78e année et après 44 ans de règne et il a comme successeur dans le Tyrconnell son second fils Aodh Dubh mac Aodha Ruaidh Ó Domhnaill, qui est également considéré comme un puissant souverain qui s'impose contre les lignées du nord du Connacht et bénéficie du soutien des autorités de la couronne anglaise. Leurs deux règnes sont souvent considérés comme "Âge d'or" des Ó Domhnaill, lorsque l'on les compare aux violentes querelles de succession au XVIe siècle

## Unions et postérité
Aodh avait quatre fils:
- Conn mac Aodha Ruaidh Ó Domhnaill 19e  Ua Domhnaill (Conn O’Donnel)  en 1497 ;
- Aodh Dubh 20e  Ua Domhnaill (O’Donnel) ;
- Domhnall Ó Domhnaill tánaiste mort en 1515 ;
- Donnchadh na nÓrdóg Ó Domhnaill mort en 1503.

## Sources
- (en) T.W Moody, F.X. Martin, F.J. Byrne A New History of Ireland , Volume IX Maps, Genealogies, Lists. A companion to Irish History part II . Oxford University Press réédition 2011  (ISBN 9780199593064).
- (en) Steven G. Ellis, Ireland in the Age of the Tudors, 1447-1603, Routledge Édition, 1998 (ISBN 978-0-582-01901-0)
- (en) Art Cosgrove, New History of Irland,Volume II ‘’Medieval Ireland 1169-1534’’, Oxford, Oxford University Press, 2008, 1066 p. (ISBN 978-0-19-953970-3), p. 621,623,626,809